# دنیز جلیل‌اوغلو
دنیز جلیل‌اوغلو (انگلیسی: Deniz Celiloğlu؛ زادهٔ ۱۹ ژوئیهٔ ۱۹۸۶) بازیگر اهل ترکیه است. وی از سال ۱۹۹۹ میلادی تاکنون مشغول فعالیت بوده‌است.
از فیلم‌ها یا برنامه‌های تلویزیونی که وی در آن نقش داشته‌است می‌توان به عشق سیاه و سفید اشاره کرد.